# 佐野岳
佐野岳（日语：／ Sano Gaku，1992年4月3日—）是一位日本男演員，出身於愛知縣，隸屬於Ever Green Entertainment旗下。身高170cm。

## 經歷
佐野岳在2011年（大學一年級）參加了第24屆JUNON SUPER BOY選拔賽。運動神經很好的他在13,228名參加者中脫穎而出，在該屆選拔賽中勝出。
2013年，他參演了電影《從謊言開始的旅程》（「また、必ず会おう」と誰もが言った。）。這是他的首部電影作品，也是他的主演作品。同年獲選為朝日電視台特攝劇《假面騎士鎧武》的男主角，得以第一次主演電視劇。
2023年5月，發表與交往7年的藝人沢口けいこ結婚的消息。

## 影視作品

### 電視劇
- 《黑豹2 人中之龍 阿修羅篇》 第5、6集（2012年5月，TBS）：飾 阿武（タケル）
- 《GTO》（2012年7月－9月，關西電視台）：飾 石田拓海
- 《搜查地圖之女（日语：捜査地図の女）》（2012年10月－12月，朝日電視台）：飾 橘和輝
- 《鴨去京都》（2013年4月－6月，富士電視台）：飾 石原圭介
- 《假面騎士系列》（朝日電視台）
  - 《假面騎士Wizard》 第52、53集（2013年9月22日－29日）飾 葛葉紘汰 / 假面騎士鎧武（聲）
  - 《假面騎士鎧武》（2013年10月6日－2014年9月28日）：飾 葛葉紘汰 / 假面騎士鎧武（聲），主演[3]
  - 《烈車戰隊特急者VS幪面超人鎧武 春假合體特別篇》 （2014年3月30日）：飾 葛葉紘汰 / 假面騎士鎧武（聲）
  - 《假面騎士ZI-O》 第10－12集（2018年11月11日－11月25日）：飾 葛葉紘汰 / 假面騎士鎧武（聲）
- 《地獄老師》（2014年10月－12月，日本電視台）：飾 白戶秀一
- 《下町火箭》（2015年10月－12月，TBS）：飾 川本浩司
- 《临床犯罪学者 火村英生的推理》第2集（2016年1月24日，日本電視台）：飾 相羽德明
- 《陸王》（2017年10月15日－12月24日，TBS）：飾 毛塚直之
- 《健康有文化的最低限度生活》 第5集、第6集（2018年8月14日－21日，關西電視台） - 島岡光
- 《BRIDGE～始於1995.1.17神戶～》（2019年1月15日，關西電視台）：飾 佐伯有
- 《醜聞専門弁護士 QUEEN》 第2集－第4集、第9集、第10集（2019年1月17日－3月14日，富士電視台）：飾 茂呂裕也
- 《假面同窗會》（2019年6月1日－7月21日，東海電視台・富士電視台）：飾 皆川希一
- 今野敏懸疑劇 「聖域 警視廳強行犯係・樋口顯」（2019年9月2日，東京電視台）：飾 菊池和馬
  - 「呪縛 警視廳強行犯係・樋口顯」（2020年10月19日）
  - 「鬼火 警視廳強行犯係・樋口顯」（2020年12月14日）
  - 「雛菊 警視廳強行犯係・樋口顯」（2023年6月26日）
- 《警視廳・搜查一課長2020》 第2集（2020年4月16日，朝日電視台）：飾 深町和夫
- 《偵探 由利麟太郎》 第4集、第5集（2020年7月7日－14日，關西電視台・富士電視台系）：飾 小野龍彥
- 《銀座黒猫物語》 第5集「壹番館洋服店編」（2020年8月14日，關西電視台）：飾 北野良介，主演
- 《刑警七人》 第6季 第8集（2020年9月23日，朝日電視台）：飾 谷内田康平
- 《IP網絡搜查班》 第4集（2021年7月26日，朝日電視台）：飾 立花亮太
- 《孤獨的美食家》Season9 第7集（2021年8月21日，東京電視台）：飾 武田
- 《科搜研之女》 season21 第7集（2021年12月2日，朝日電視台）：飾 松永大我
- 《部長與社畜的焦急羅曼史》（2022年1月6日－3月24日，東京電視台）：飾 拝島高志
- 《管理官KING》（2022年1月6日，朝日電視台）：飾 本郷一輝
- 《和帥哥一起吃飯》第4集（2022年7月31日，大阪電視台・BS東視）：飾 健介
- 《善人長屋》 第5集（2022年8月5日，NHK BS Premium・BS4K）：飾 苅田直次
- 《獨活女子的守則3》 第6集（2023年5月11日，東京電視台）：飾 火鍋店店主
- 《屍活師 女王的法醫學3》（2023年7月3日，東京電視台）：飾 橘亮平
- 《寵物醫生花咲萬太郎事件病例簿2》（2023年冬，BS-TBS）：飾 唐澤智之
- 《Monster》第4集（2024年11月4日，關西電視台・富士電視台）：飾 甘利弘樹
- 《RED BLUE》（2024年12月18日 - 2025年2月12日，MBS・TBS）：飾 時和金成
- 《平行世界的夫婦》 第7集（2025年5月13日、關西電視台・富士電視台）：飾 搭訕的男人
- 《大追跡〜警視廳SSBC強行犯係〜》 第1集（2025年7月9日，朝日電視台）：飾 斉藤竜二

### 電影
- 《從謊言開始的旅程》（「また、必ず会おう」と誰もが言った。，2013年）：主演[2]
- 《假面騎士×假面騎士 鎧武 & Wizard 天下決勝之戰國MOVIE大合戰》（2013年12月14日）：飾 葛葉紘汰 / 假面騎士鎧武（聲）
- 《平成騎士對昭和騎士 假面騎士大戰feat.超級戰隊》（2014年3月29日）：飾 葛葉紘汰 / 假面騎士鎧武（聲）
- 《劇場版 假面騎士鎧武 足球大決戰！黃金果實爭奪杯！》（2014年7月19日）：飾 葛葉紘汰 / 假面騎士鎧武（聲）
- 《假面騎士×假面騎士 Drive & 鎧武 MOVIE大戰 Full Throttle》（2014年12月13日）：飾 葛葉紘汰 / 假面騎士鎧武（聲）
- 《假面騎士平成Generations FINAL Build & EX-AID with 傳說騎士》（2017年12月9日）：飾 葛葉紘汰 / 假面騎士鎧武（聲）
- 《鄰座的怪同學》（2018年4月27日）：飾 佐佐原宗平
- 《假面病棟》（2020年3月6日）

### OV
- 《鎧武外傳 假面騎士斬月/假面騎士巴隆》（2015年4月22日）：飾 葛葉紘汰

### 舞台
- SAKURA（2012年2月－3月、エアースタジオ[6]） - 飾 平野寅之介
- 新選組異聞PEACE MAKER（2012年4月、シアターGロッソ） - 飾 北村鈴
- 蒼い季節（2013年1月、エアースタジオ）
- PRIDE（2013年1月、アクアスタジオ）
- 體操男孩 vol.4（2013年8月、赤坂ACTシアター）
- Legend 〜風のなかの塵〜（2014年8月、アクアスタジオ）
- 舞台「人中之龍」（2015年4月、赤坂ACTシアター） - 飾 錦山彰

## 外部連結
- 官方網站（页面存档备份，存于）（日語）
- 官方部落格（页面存档备份，存于）（日語）
- 佐野岳的X（前Twitter）（日語）
- 官方部落格【Monkey Magic】Powered by Ameba（页面存档备份，存于）（日語）

| 前任： 白石隼也 （假面騎士Wizard） | 日本假面騎士系列主騎士演員 假面騎士鎧武 2013年10月6日-2014年9月28日 | 繼任： 竹內涼真 （假面騎士Drive） |